# Феодор Эдесский
Фео́дор  (ср.-греч. Θεόδωρος; + 848) — христианский писатель и богослов, епископ города Эдесса. Причислен к лику святых в Православной и Католических церквах.
Феодор родился в Эдессе в семье богатых родителей. Отца его звали — Симеон, имя его матери — Мария. У Феодора была ещё родная старшая сестра. Феодор учился в школе с 5 лет, и преуспел в изучении риторики и философии.
В возрасте 10 лет остался сиротой, половину имущества родителей забрала сестра; свою половину имущества Феодор раздал бедным и отправился в Иерусалим,  поклониться святым местам. Он принял монашеский постриг в лавре Саввы Освященного. В возрасте 60 лет, по предложению патриарха Иерусалимского Феодор стал епископом Эдесским в Сирии. Его рукоположил патриарх Антиохии. Феодор — автор аскетического сочинения  «Сто душеполезнейших глав».  Во время пребывания своего на архиерейской кафедре он боролись против ересей: манихейства, несторианства и монофизитства.
В житии повествуется о путешествии Феодора в Багдад к халифу Мавию (Моавию, Мавии) с жалобой на несправедливые притеснения православных, где он исцелил халифа от тяжёлой болезни. После этого последний принял крещение с именем Иоанн. Примеру владыки последовали трое его приближённых.
Подробное житие Феодора Эдесского написал Василий Эмесский, племянник Феодора, сын его сестры. В житие включено пространное поучение Феодора к эдесским еретикам и беседа Феодора с эдесским столпником Феодосием. Житие святителя Феодора Эдесского было очень рано переведено на церковнославянский язык и сохранилось во многих русских рукописях XIV-XVII веков.
В Добротолюбие вошли сочинения Феодора «Слово умозрительное» и «Сто душеполезнейших глав».

## Сочинения
- «Сто душеполезнейших глав»
- «Слово умозрительное»